# São José da Tapera
São José da Tapera este un oraș în statul Alagoas (AL) din Brazilia.
1. ↑  Instituto Brasileiro de Geografia e Estatística